# Monica Havelka
Monica Mae Havelka (ur. 21 kwietnia 1956 w Santa Ana, zm. 12 lipca 2009 w Redding) – amerykańska koszykarka i wioślarka.

## Kariera sportowa
Początkowo uprawiała koszykówkę. W latach 1974–1978 grała w Cal State Long Beach, a w 1977 zdobyła srebro na uniwersjadzie. Po zakończeniu gry w klubie wyjechała za granicę. Po powrocie do USA zajęła się wioślarstwem. W 1982 zdobyła złoty medal mistrzostw świata w dwójce (wraz z Robin Reardan). W 1983 w tej samej konkurencji (wraz z Anne Marden) wywalczyła złoto igrzysk panamerykańskich z czasem 3:19,15 s. W 1985 została brązową medalistką mistrzostw świata w czwórce. W 1987 ponownie wystartowała na mistrzostwach świata w ósemce, nie zdobywając jednak medalu. W tym samym roku została włączona do Long Beach State Hall of Fame. W 1988 w parze z Cathy Thaxton-Tippett wzięła udział w zawodach dwójek na igrzyskach olimpijskich, kończąc rywalizację na 6. miejscu.

## Losy po zakończeniu kariery
We wrześniu 2007 wykryto u niej nowotwór mózgu. Zmarła 12 lipca 2009.